# Pilea barahonensis
Pilea barahonensis es una especie de planta del género Pilea, perteneciente a la familia Urticaceae.

## Taxonomía
Pilea barahonensis fue descrita por Ignatz Urban en 1913.

## Distribución
Se encuentra en el territorio de República Dominicana y Haití.